# Laidunina, Salme
Laidunina är en udde på Ösel i Estland. Den ligger i Ösels kommun (innan 2017 i Salme kommun) i landskapet Saaremaa (Ösel), 210 km sydväst om huvudstaden Tallinn och 18 km sydväst om residensstaden Kuressaare.
Årsmedeltemperaturen i trakten är 5 °C. Den varmaste månaden är augusti, då medeltemperaturen är 18 °C, och den kallaste är februari, med −5 °C.